# 中国の空母建造計画

世界の全通型の飛行甲板を持つ艦艇（2013年時点）上段左から2番目が「遼寧」

中国の空母建造計画 (Chinese aircraft carrier programme) とは中華人民共和国で進められている航空母艦建造の計画である。
2024年現在、「遼寧」と「山東」の2隻の空母が就役、「福建」が航海試験中である。他にも2隻が建造または計画中とされ、これらは原子力空母となる可能性もあるとされる。

## 歴史

### 劉華清と中国海軍

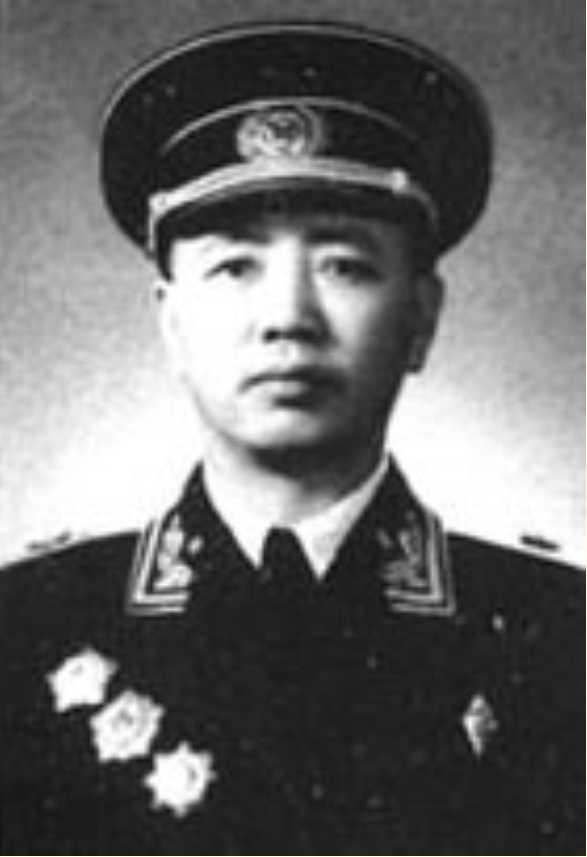
「中国空母の父」と言われる劉華清（1955年海軍少将任官時）

1982年、鄧小平の指示で、海軍司令官の劉華清は、中国海軍の近代化計画を打ち出した。後に「中国海軍の父」「中国空母の父」と呼ばれる劉は、第一列島線、第二列島線からなる近海・外洋進出を提唱し、航空母艦の必要性を一貫して主張した。
また、劉は海軍建設（再建）の計画を次のとおり提唱した。
- 「再建期」 1982-2000年 中国沿岸海域の完全な防備態勢を整備（沿岸防御）。
- 「躍進前期」 2000-2010年 第一列島線内部の制海権確保（近海防御）。
- 「躍進後期」 2010-2020年 第二列島線内部の制海権確保（遠海防御）。航空母艦建造。
- 「完成期」 2020-2040年 アメリカ海軍による太平洋、インド洋の独占的支配を阻止。
- 2040年 アメリカ海軍と対等な海軍建設。

### 空母建造計画
中国の空母保有計画は大まかに3度立案されている
707工程
1970年7月に最初に立案された空母計画。
中日関係改善により、中国を訪問した日本人より艦船資料の提供を受け、空母の流体試験モデルを作成。2万4千トンの軽空母を建造する計画であったが、中止となった。
計画そのものは失敗したが、中国が空母の構造を知る初歩となった。
891工程
1989年1月に立案された空母計画。1995年に中止。
1985年2月に購入・解体研究した「メルボルン」を参考に、5万トンの蒸気カタパルト搭載空母の建造案が計画され、艦載機化したJ-7・J-8戦闘機の搭載が想定されていた。
また、外国からの輸入も検討しており1990年代にはスペインから「プリンシペ・デ・アストゥリアス」の拡大版SAC200・SAC220という2万トンの軽空母の提案を受けていた。
048工程
「ヴァリャーグ」の調査を終え、2004年8月に立案された空母計画。
多少修正を施しつつ、現在まで継続されており、2030年に空母5隻を配備、最終目標は2049年に10隻の空母保有することである。計画は空母建造にとどまらず、艦載機開発、陸上訓練基地や空母母港の建設など多岐にわたる。
空母建造は三段階に定義された。
第1段階
最初の10年で、「ヴァリャーグ」を再生。さらにそれをベースとした国産空母を建造。J-15を運用。
第2段階
続く10年間で、カタパルト装備の中型空母を2隻建造。
第3段階
2030年代に、超大型空母級の大型原子力空母を建造。第5世代相当の艦載機を配備。
陸上施設は主に2つの軍港と3つの航空基地からなり、軍港は青島市と三亜市に建設。航空基地は興城市に艦載機パイロット訓練基地が建設され、ほか2つの航空基地が支援に当たっている。

### 退役空母の購入
中国は1980年代から、空母の技術を研究するため、中古、および建造途中の空母を計4隻購入している。

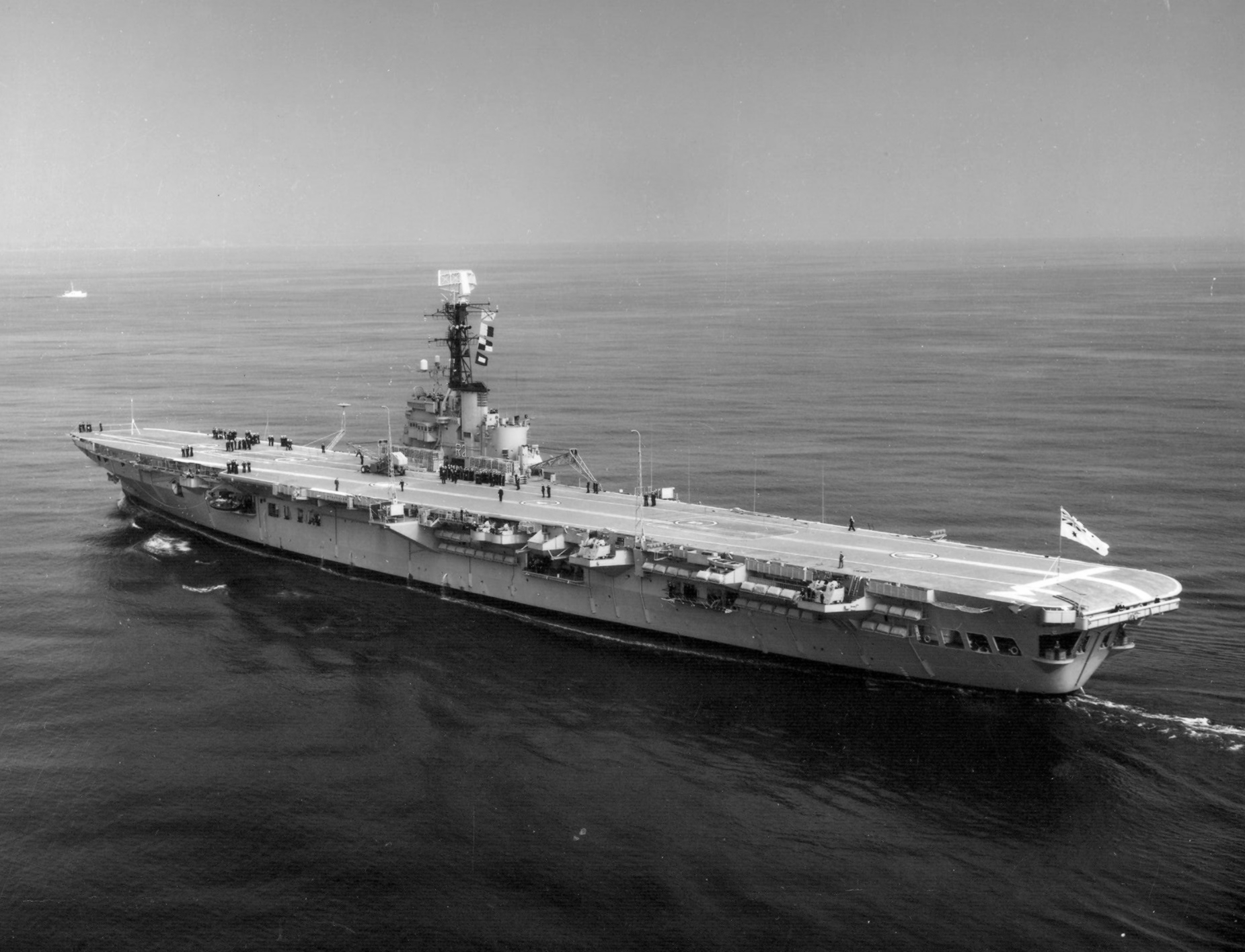
退役後中国に売却された空母メルボルン

メルボルン
1985年、オーストラリアから退役空母を購入し、大連で解体。電子機器と武装は撤去され、舵を溶接固定されていたが、蒸気カタパルト、アレスティング・ギア、ミートボールはそのまま残されており、中国の空母研究に貢献、一説には2002年頃まで船体の一部が残っていたとされる。
キエフ
2000年、ロシアから購入。2006年から天津の海浜公園「天津滨海新区航母旅游区」で展示、一般公開されている。2012年に空母ホテル「天津航母酒店」として開業。
ミンスク
1997年、ロシアから韓国企業経緯で中国に転売。1999年火災で全焼するも、2000年深圳でテーマパーク「ミンスク・ワールド」として開業。2016年にミンスク・ワールドから撤去され、揚子江の江蘇省南通市あたりに係留され廃墟と化していたが、2024年に再び火災が発生してアイランドが焼け落ちた。
ヴァリャーグ
1998年、ウクライナからマカオの民間企業が2,000万ドルで「海上カジノとして使用する予定」として購入。2002年に大連港へ係留された。その後、研究用、練習用空母として改造、2012年に中国初の空母「遼寧」として就役した（後述）。

### 台湾海峡危機

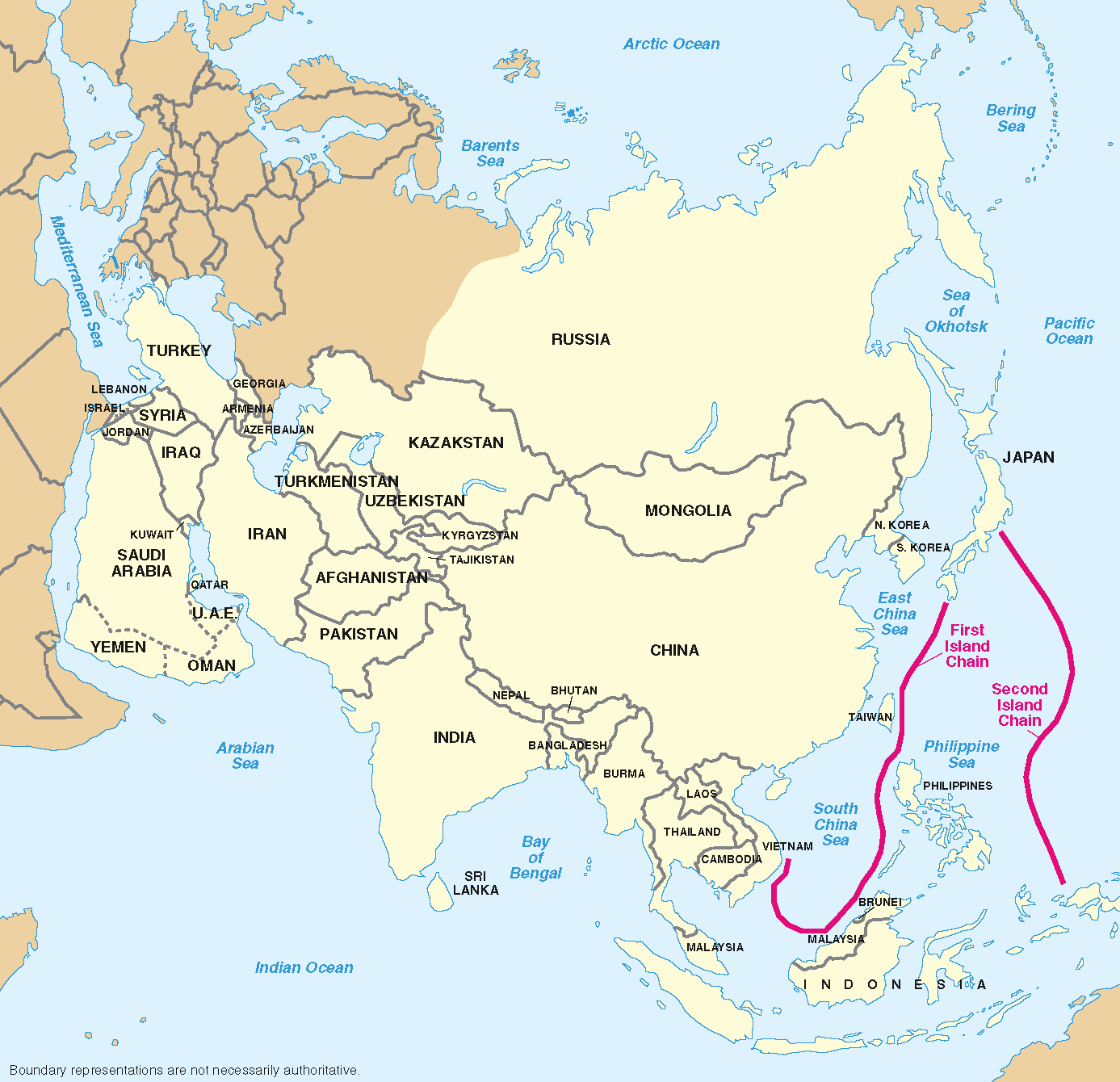
左が第一列島線、右が第二列島線

中国は建国以来、陸軍重視の軍備管理を行っており、海軍の戦力は1990年代に入っても貧弱であり、また旧式化した艦艇が多くを占めた。1996に発生した第三次台湾海峡危機では、中国は第二砲兵部隊のミサイルで、台湾とアメリカ合衆国を牽制した。これに対しアメリカ海軍は「インディペンデンス」「ニミッツ」からなる空母戦闘群を派遣、中国はアメリカとの軍事力の差を見せつけられた。
この事件を機に、上述した劉が唱えた軍の近代化、空母取得の重要性が改めて見直され、中国は海軍重視へ方向転換を余儀なくされた。また「沿岸防御」から、第一列島線まで制海権を確保する「近海防御」へ戦略を転換し、劉の列島線戦略をベースとして新たな軍事戦略「接近阻止・領域拒否（A2/AD）」が策定された。

### 経済成長と海洋進出
2000年代に入り、「改革開放政策」で経済が飛躍的に成長すると、中国はそれまで停滞していた軍の装備の近代化を積極的に行った。特に海軍艦艇の更新は、商級/晋級などの新たな原子力潜水艦の建造、また防空能力を飛躍的に高めた「中華イージス」とも呼ばれる052C型駆逐艦の開発など飛躍的に進歩した。
2010年、中国のGDPは日本を越しアメリカに次ぎ世界第2位となった。急激な経済成長により、中国は石油などの資源の確保と、貿易におけるシーレーンの確保が重要な課題となり、南沙諸島の埋め立てを行い、海洋進出を果たした。
こうした中で、中国は領土の主権や、海洋権益確保に迫られ、2012年に就役した「遼寧」に続き、今後も国産空母を建造し、制海権および制空権の確保（第一列島線）、そしてシーレーン防衛のための拡大（第二列島線）を目指すと見られる。

## 就役空母

### 遼寧
001型航空母艦。中国が初めて軍に就役させた空母。

#### 購入

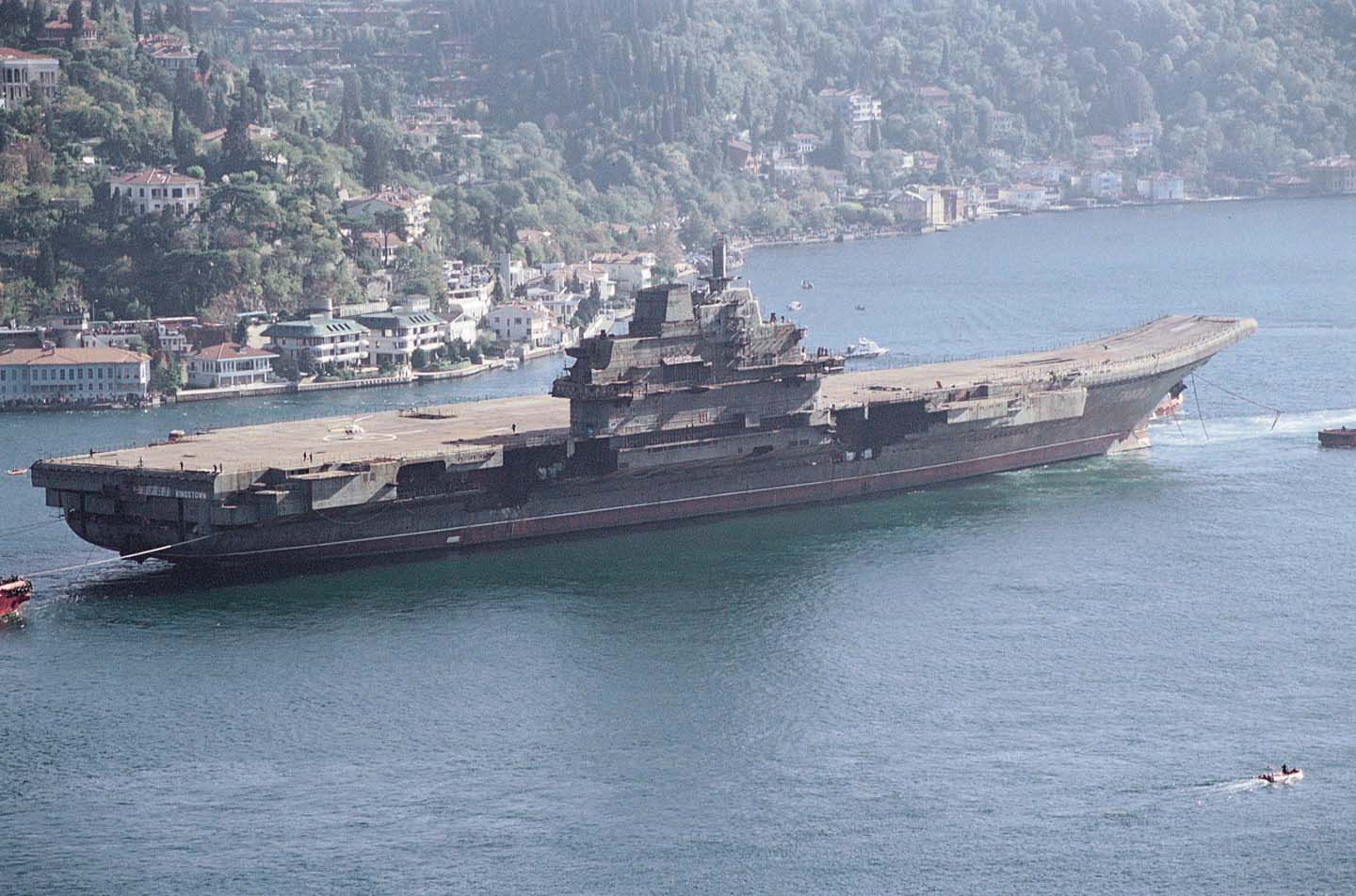
大連に回航されたヴァリャーグ（2004年）

中国は1998年にウクライナから購入した未完成の空母「ヴァリャーグ」を、諸問題から4年の歳月をかけ、2002年ようやく大連港へ運び入れた。
当時、2,000万ドルで売却されたヴァリャーグはエンジンなどの主要機関を解体され、外観こそ航空母艦であったが船としてはスクラップでしかないと推測されており、「海上カジノとして使用する予定」とされていた。しかし、実際はウクライナが他国にスクラップとして提示した価格400万～450万ドル（当時の鉄くず価格に相当する値段）に対して4倍も高い金額であり、他の艦へのパーツ取りで取り外されたり、切断された配管・配線はあれど、主機関はそのままに残されていたことが後に分かった。

#### 建造再開
大連港で数年間係留、各種空母の研究や船体構造の調査が行われ、船体が運用に十分耐えられる構造と強度を保っているとの判断が下り、建造が再開されることになる。2005年に大連船舶重工集団の乾ドックに搬入、付着した錆や海洋生物を落として中国海軍仕様に塗装された。2006年には飛行甲板に滑り止め剤が塗られるなどの修復工事が行われた。日本の防衛省は当初、防衛白書にて「空母保有のための技術研究開発を進めている」とみていた。
その後、中国国防省は「空母」を建造中であることを2011年7月27日に公式発表
。同年8月から試験航海（海上公試）を実施した。

#### 就役
2012年9月25日、中国の空母は大連港を出港、「事実上就役した」と中国メディアが伝えた。また、この中国海軍初の空母の名前は再建造が行われた遼寧省大連市にちなみ、「遼寧」と命名された。
就役はしたものの、欧米やロシアの専門家の評価は低く、艦載機の発着艦には数年かかるなど、当面の間は脅威とはならないとの見方が報じられていた。

#### 就役後

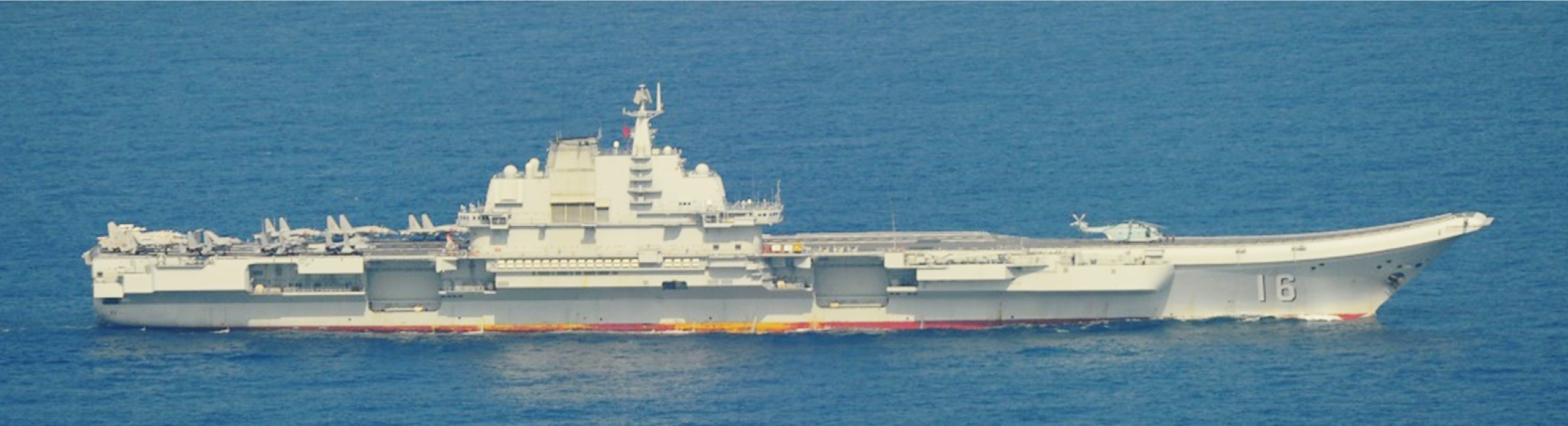
航行中の遼寧（2018年）

就役後の初出港は2012年10月12日に行われ、訓練目的の航海で、J-15によるタッチアンドゴーなどが行われた。11月にはJ-15の艦上発着艦訓練が行われ、映像も公開された。以降は渤海、黄海での艦載機の訓練が続き、2013年月には初めてJ-15のパイロットが空母パイロット資格認証を取得した。
2016年12月、中国メディアは空母「遼寧」の艦隊が、渤海で初の実弾演習を実施したと伝えた。さらに防衛省は「遼寧」が艦隊を組み、東シナ海中部の海域を東進しているのを確認。本件では遼寧、052D型駆逐艦1隻、052C型駆逐艦2隻、054A型フリゲート2隻、056型コルベット1隻、903型補給艦１隻の計8隻による艦隊行動が初めて確認され、西太平洋で外洋航海を行った最初の事案となった。
艦隊は年が明けた2017年1月1日より、南シナ海でJ-15の発着艦訓練を開始。同海域で発着艦は初めてであり、海外が中国報道を介さずに、J-15が遼寧から発艦・着艦しているところを始めて確認した。また、海南島に向かう遼寧を長距離監視していた日本、アメリカ、台湾のP-3Cにより、ほぼ30ノットで長時間航行可能なことも確認される。7月8日には、返還20年を迎えた香港に入港、飛行甲板や格納庫が一般公開されている。
2018年4月、再び艦隊を組み宮古海峡を通過して、東シナ海に向けて進んだ。編成は遼寧、052D型駆逐艦1隻、052C型駆逐艦3隻、054A型ミサイルフリゲート2隻の計7隻であった。防衛省によると、20日に太平洋上で遼寧から戦闘機とみられる航空機が離着陸したことを追跡した護衛艦（「さわぎり 」、「あきづき 」）のレーダーにより確認している。23日には、48隻もの艦艇が参加した海軍創設69周年の観艦式に参加している。
2019年3月に試験航海を終え青島に帰港した。以降は毎月のように訓練航海を行っている。4月には海軍創設70周年の観艦式に参加。06月には改修以来初めて艦隊を組んで宮古海峡を通過して太平洋に出たのち、グアム周辺を経由して南シナ海に入った。編成は遼寧、052D型駆逐艦1隻、054A型ミサイルフリゲート2隻の計4隻。後に051C型駆逐艦1隻に護衛された901型高速補給艦1隻が合流している。11月には、新たに艦載機パイロットの認証が行われた。
2024年9月には初めて日本の接続水域を通過、そのまま太平洋にでた。055型、複数の052DL型駆逐艦と艦隊を形成、台風や熱帯低気圧の頻発するこの時期の太平洋で半月近く訓練を重ね、約630回の発着艦を行い、遠洋展開能力の蓄積を見せる。
後にフィリピン沖を南下し、10月7日ごろ南シナ海の三亜軍港に入港、数年ぶりに2隻の空母が1度に揃った。13日にはバシー海峡を通過し再び太平洋に展開、聯合利剣-2024Bが実施される中で約140回の発着艦が確認されている。その後もしばらく太平洋にとどまり、22日夜に台湾海峡を通過して青島に帰港した。

#### 近代化
2018年8月より、5カ月に及ぶ近代化改装が実施。山東との設備共通化や設備の効率化が図られ、今後20年は就役可能となった。
2023年2月から2024年4月まで1年以上に及ぶ2度目の近代化改装を実施。試験航海ではJ-35のモックアップ搭載が確認された。変更点として、スキージャンプ発艦に使用する起立式ホイールロックがJ-15以外にも使用できる幅広のものに換装、アングルド・デッキに山東・福建と同様のインパクトパッドを装備(アレスティング・ワイヤーによる甲板損傷を防止する)、艦首武装用エレベータも元々の小型4基から山東と同じ大型2基に変更がある。

### 山東
002型航空母艦。中国初の国産1隻目となる空母。

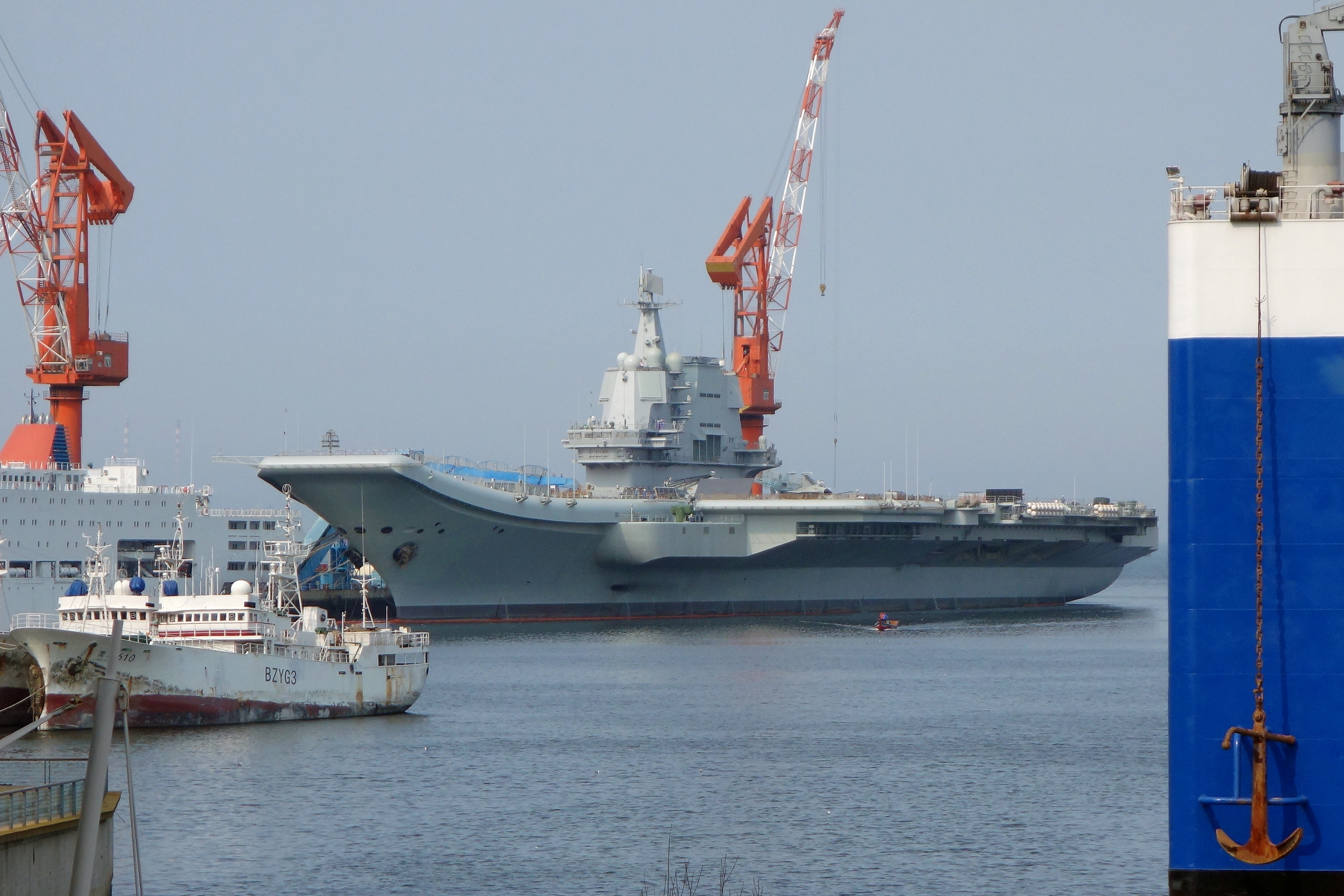
「山東」(2019年)

#### 建造
2016年1月、中国国防省は遼寧省大連市の大連船舶重工集団で国産空母が建造されていることを公式に発表した。001型航空母艦「遼寧」の改良型で、スキージャンプ式を採用、排水量7万トン、通常動力装置を採用し、中国国産の艦載機を搭載することも明かされた。10月、中国国防省は、船体の主要部分が完成したことを発表。
2017年2月には空母名称が「山東」になると台湾の聯合報が報じ、4月に進水。2018年に就役すると予測された。

#### 就役
2019年12月17日に、海南島の三亜で就役した。同日、海軍司令部の置かれた山東省にちなんだ「山東」と命名される。

#### 就役後
日本から遠い南シナ海での活動が主になるため、メディアで取り上げられることは相対的に少ない。
就役直後に起きたコロナウイルスの艦内での流行により、一時大連に帰投することになるが、2020年12月には再び三亜に入港。南シナ海での訓練に従事し、後日就役した強襲揚陸艦との連携訓練等も行われている。
2024年10月、遼寧が三亜軍港に入港するのに伴い、山東が就役して5年目で初となる空母2隻による合同訓練が実施された。演習では既存のJ-15Aのほかに、新型のJ-15B、電子戦機J-15Dが空母に配備されていることも公開されている。

#### 近代化
2022年03月に台湾海峡を通過して大連に入港、最初のメンテナンスを受ける。この際に発艦時に後輪を固定するホイールロックをより大型に変更、アングルド・デッキにはインパクトパッドが追加された。

### 075型
075型強襲揚陸艦。中国初の全通飛行甲板を備えた強襲揚陸艦。

#### 建造
2017年3月から上海の滬東中華造船で建造され、3隻が就役、1隻が試験中である。全長230メートルとアメリカ海軍のアメリカ級に比べれば小さいものの、全幅は36メートルで上回り、排水量は4万トンと匹敵している。最大30機の各種ヘリコプターの搭載が予定されており、将来開発予定の垂直離着陸機による軽空母運用も想定されている。

#### 就役後
就役済みの3隻は東海艦隊、南海艦隊に配備され、山東との相互運用も確認されている。

#### 比較表
|              |              | 003型（福建）           | 002型（山東）                  | 001型（遼寧）                     |
| ------------ | ------------ | ----------------------- | ------------------------------ | --------------------------------- |
| 船体         | 満載排水量   | 80,000 t                | 67,000 t                       | 59,439 t                          |
| 船体         | 全長         | 316 m                   | 315.5 m                        | 304.5 m                           |
| 船体         | 幅 / 最大幅  | 40 m / 76 m             | 38 m / 75.5 m                  | 37 m / 70 m                       |
| 機関         | 方式         | IFEP                    | ギアード・タービン             | ギアード・タービン                |
| 機関         | 主機         | ボイラー＋蒸気タービン  | ボイラー＋蒸気タービン         | ボイラー＋蒸気タービン            |
| 機関         | 出力         | 220,000 hp              | 200,000 hp                     | 200,000 hp                        |
| 機関         | 速力         | 30 kt                   | 30 kt                          | 30 kt                             |
| 兵装         | 砲熕         | 1130型CIWS×3基          | 1130型CIWS×3基                 | 1130型CIWS×3基                    |
| 兵装         | 砲熕         | ―                       | RBU-6000対潜ロケット発射機×2基 | RBU-6000対潜ロケット発射機×2基    |
| 兵装         | ミサイル     | HHQ-10 18連装発射機×4基 | HHQ-10 18連装発射機×4基        | HHQ-10 18連装発射機×4基           |
| 航空運用機能 | 発着方式     | CATOBAR                 | STOBAR                         | STOBAR                            |
| 航空運用機能 | 発艦装置     | 電磁式カタパルト        | スキージャンプ                 | スキージャンプ                    |
| 航空運用機能 | JBD          | 3基                     | 3基                            | 3基                               |
| 航空運用機能 | 着艦帯       | アングルド・デッキ配置  | アングルド・デッキ配置         | アングルド・デッキ配置            |
| 航空運用機能 | 制動索       | 4索                     | 4索                            | 4索                               |
| 航空運用機能 | エレベーター | 2基                     | 2基                            | 2基                               |
| 航空運用機能 | 搭載機数     | CTOL機40機など          | CTOL機36機など                 | CTOL機24機以上＋ ヘリコプター10機 |
| 同型艦数     | 同型艦数     | 2隻予定                 | 1隻                            | 1隻                               |

|              |            | アメリカ級 フライト1  | 076型                     | 075型                     | トリエステ                        | フアン・カルロス1世                            | ミストラル級                      |
| ------------ | ---------- | --------------------- | ------------------------- | ------------------------- | --------------------------------- | ---------------------------------------------- | --------------------------------- |
| 船体         | 満載排水量 | 45,000 t              | 41,000 t                  | 36,000 - 40,000 t         | 38,000 t                          | 27,082 t                                       | 21,500 t                          |
| 船体         | 全長       | 257.3 m               | 252 m                     | 232 m                     | 245 m                             | 230.82 m                                       | 210 m                             |
| 船体         | 全幅       | 32.3 m                | 43 m                      | 36 m                      | 36 m                              | 32 m                                           | 32 m                              |
| 機関         | 方式       | CODLOG                | IFEP                      | CODAD                     | CODOG＋電気推進                   | CODAGE                                         | ディーゼル・エレクトリック        |
| 機関         | 出力       | 70,000 hp             | 不明                      | 65,000 hp                 | 102,000 hp                        | 29,500 hp                                      | 19,040 shp                        |
| 機関         | 速力       | 22 kt                 | 不明                      | 22 kt                     | 25 kt                             | 19.5 kt                                        | 18.8 kt                           |
| 兵装         | 砲熕       | ファランクスCIWS×2基  | H/PJ-11 CIWS×2-3基        | H/PJ-11 CIWS×2-3基        | 76mm単装砲×3基                    | 20mm機関銃×4基                                 | 30mm単装機関砲×2基                |
| 兵装         | 砲熕       | 12.7mm連装機銃×7基    | H/PJ-11 CIWS×2-3基        | H/PJ-11 CIWS×2-3基        | 25mm単装機関砲×3基                | 12.7mm機関銃×2基                               | 12.7mm機関銃×4基                  |
| 兵装         | ミサイル   | ESSM 8連装発射機×2基  | HHQ-10 18連装発射機×2-3基 | HHQ-10 18連装発射機×2-3基 | VLS×16セル （アスターまたはCAMM） | －                                             | SIMBAD 2連装発射機×2基            |
| 兵装         | ミサイル   | RAM 21連装発射機×2基  | HHQ-10 18連装発射機×2-3基 | HHQ-10 18連装発射機×2-3基 | VLS×16セル （アスターまたはCAMM） | －                                             | SIMBAD 2連装発射機×2基            |
| 航空運用機能 | 飛行甲板   | 全通（STOVL対応）     | 全通                      | 全通                      | スキージャンプ勾配つき全通        | スキージャンプ勾配つき全通                     | 全通                              |
| 航空運用機能 | 搭載機数   | F-35B×6機             | 不明                      | ヘリコプター×30機         | F-35B×4-8機                       | AV-8B×10機 ※将来はF-35Bも考慮                  | ヘリコプター×16機                 |
| 航空運用機能 | 搭載機数   | ヘリコプター×20機以上 | 不明                      | ヘリコプター×30機         | ヘリコプター×6-9機                | ヘリコプター×12機                              | ヘリコプター×16機                 |
| 輸送揚陸機能 | 舟艇       | LCAC-1級×2隻          | LCAC×2-3隻                | LCAC×2-3隻                | 70 t LCU×4隻 またはLCAC-1級×1隻   | LCM-1E型×4隻と複合艇×4〜6隻 またはLCAC-1級×1隻 | LCM×8艇 LCU×2艇またはLCAC-1級×2隻 |
| 輸送揚陸機能 | 上陸部隊   | 約1,900名             | 1,000名以上               | 約1,600名                 | 1,043名                           | 902名                                          | 短期:900名、長期:400名            |
| 同型艦数     | 同型艦数   | 9隻予定               | 不明                      | 3隻（5隻計画中）          | 1隻                               | 1隻（準同型3隻）                               | 3隻（準同型2隻）                  |

## 後続空母
福建以外にも、豊富な造船能力とドローンの発展により複数の空母が登場している。

### 福建
003型航空母艦。国産2隻目、中国初のカタパルト搭載空母。

#### 建造

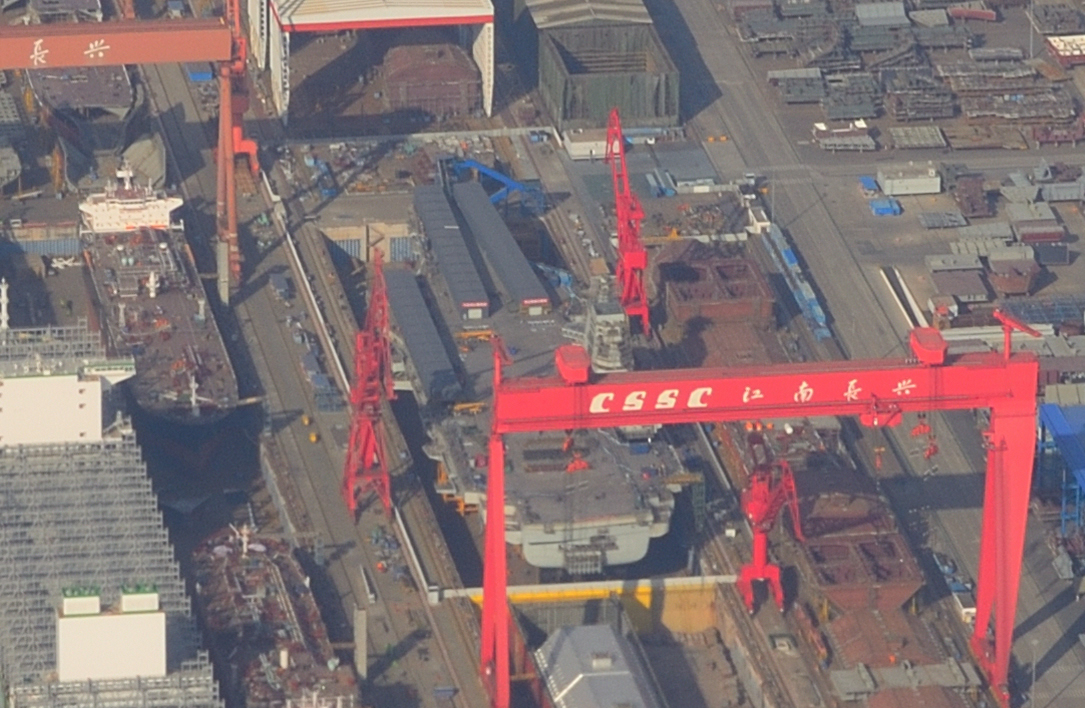
建造中の福建

上海の江南造船所で2015年3月から建造が開始し、2024年時点で試験中。
「003型」と呼ばれるこの空母は、「山東」のスキージャンプとは異なり、電磁式のカタパルトによる艦載機発艦方式を採用している。また、規模もキティホーク級航空母艦に匹敵するとされる。
2019年、アメリカのシンクタンクである戦略国際問題研究所は、江南造船所で建造中の「003型」の衛星写真を発表。原子炉の搭載の有無は不明ながら、フランス海軍の「シャルル・ド・ゴール」（原子力空母、カタパルト搭載、全長261.5m）よりも大きいことが判明した。
2022年6月17日に進水。2024年5月より試験航海を開始しており、9月時点で4度目の試験航海を完了している。

### 四川
076型強襲揚陸艦。075型の後継となるカタパルトを装備した強襲揚陸艦。

#### 建造
2020年の公募によりその存在が示唆されていたが、滬東中華造船の長興島への移転と同時に建造が開始された。
衛星写真による計測では推定全長260ｍ、全幅43mとされ、長さは075型から30メートル程度拡大、幅はアメリカ級フライト0（32.3m）を上回る。エレベーターは2基ともデッキサイド式となり、福建と同型の120メートルのカタパルトを1条備えている。柔軟な固定翼無人機運用に対応している可能性が高い。
2024年12月に進水。通常は就役時に行われる命名が空母福建同様に進水式で行われ、1番艦「四川」と名付けられた。当艦に対する中国の期待が見て取れる。

### ドローン専用空母
ドローンの運用に限定した小型空母。イギリスのエリザベス級やトルコのアナドル など、空母でのドローン運用を各国で検討しているが、中国でも実験的な3種が確認されている。
- 搏鲨1号（英語版）[53]
- 100メートル級双胴空母[54]
- 中船探索01[55]

#### 建造
最初の空母は江蘇省の大洋造船によって建造され2021年に進水、翌年就役とされる。双胴船体を使用して小型ながら広い飛行甲板を備え、ヘリコプタードローン用のヘリパッドを5か所設定。少なくとも2隻が建造され、訓練に使用されている。
2番目の空母は2022年12月に進水、2024年5月に艤装中の姿が捉えられた。建造は同じく大洋造船で行われ、構造も双胴だが飛行甲板には滑走路が設定されており、ヘリではなく固定翼の発着艦を前提としていると推測されている。全長は100メートル程度で第二次世界大戦の護衛空母より若干小さい。
3番目の空母は広州市の龍穴島にある広船国際で建造された。全長200メートル、全幅40メートルとされ、サイズ的にはひゅうが型護衛艦とほぼ同じ。2024年9月頃に進水、艤装中である。

### 国産3隻目・4隻目の空母
産経ニュースは遼寧省の大連造船所で新しい空母の建造が始まった可能性があると、米国の華字ニュースサイト多維新聞が伝えたと報じ、中国網も空母ドック内に、空母モジュールと思しきものが現れたと報じたが、これはULCCタンカーであった。
中国のポータルサイト捜狐は、上海の「003型」とは別に建造中とされる国産3隻目の空母を「004型」、その後継である原子力空母を「005型」として報じている。なお、産経ニュースは004型・005型共に原子力空母となる可能性があると報じている。
SCMPでは、原子力空母である国産4隻目（保有5隻目予定）の建造開始が技術・資金面で保留されていると報じている。また、国産3隻目の空母に関しては2021年にも建造開始すると述べており、「003型」の2番艦であり、同様に電磁カタパルトを採用するとしている。

#### 原子力空母
ロシアから設計図を入手したとされる、ウリヤノフスク級原子力空母の設計を元に、6万トン以上の原子力空母を、2020年以降に2隻建造予定とされる。
産経ニュースは大連で建造開始したとされる国産3隻目の空母が、原子力空母となる可能性について報じた。これ以前に中国船舶重工（「山東」を建造した大連船舶重工の親会社）は、原子力推進の民用船など4隻の模型を2017年12月「上海国際海事展」に展示しており、同ニュースは中国軍事筋の話として、これは「原子力空母の開発に向けた技術検証」であるとし、また「研究船による技術検証を待たずに、いきなり空母に核動力を搭載するのはリスクが大きい」と話しており、原子力推進の採用が確定したわけではないことを報じた。また、産経ニュースでは以前にも004型、005型空母が原子力空母となる可能性についても報じている。
2018年6月、中国は原子力砕氷船の建造プロジェクトを開始、2020年頃には浮体原子力発電所を建造することも目指しており、原子力空母に向けた準備の一環とされている。
2024年11月、衛星写真や公文書から中国が四川省の山岳地帯にある909基地に大型水上艦用原子炉の陸上プロトタイプを建設したとしている

## 艦載機
下記の航空機を運用中、又は今後の導入が見込まれている。

### 艦上戦闘機
空母に搭載する艦載機として、ライセンス生産したSu-27SK（J-11）を国産化したJ-11Bをベースに、ウクライナから入手したSu-33の試作機の一つT-10K-3を参考にして、J-15（殲-15）を開発。2隻の空母と訓練用に約100機前後生産されている。
2017年1月、「遼寧」の遠洋航海中にJ-15が実際に発着艦を行っていることが諸外国からも確認された。2018年8月には、夜間の発着艦訓練が公開。さらに2019年03月には、ソ連/ロシアのUPAZに類似した空中給油ポッドを使用したプローブアンドドローグ方式によるバディ給油訓練が公開されている。
派生として複座訓練機のJ-15S。カタパルト対応やAESAレーダーへのアップグレードを施したJ-15T。電子攻撃機J-16Dと同様の機能を搭載したJ-15DHが生産されている。

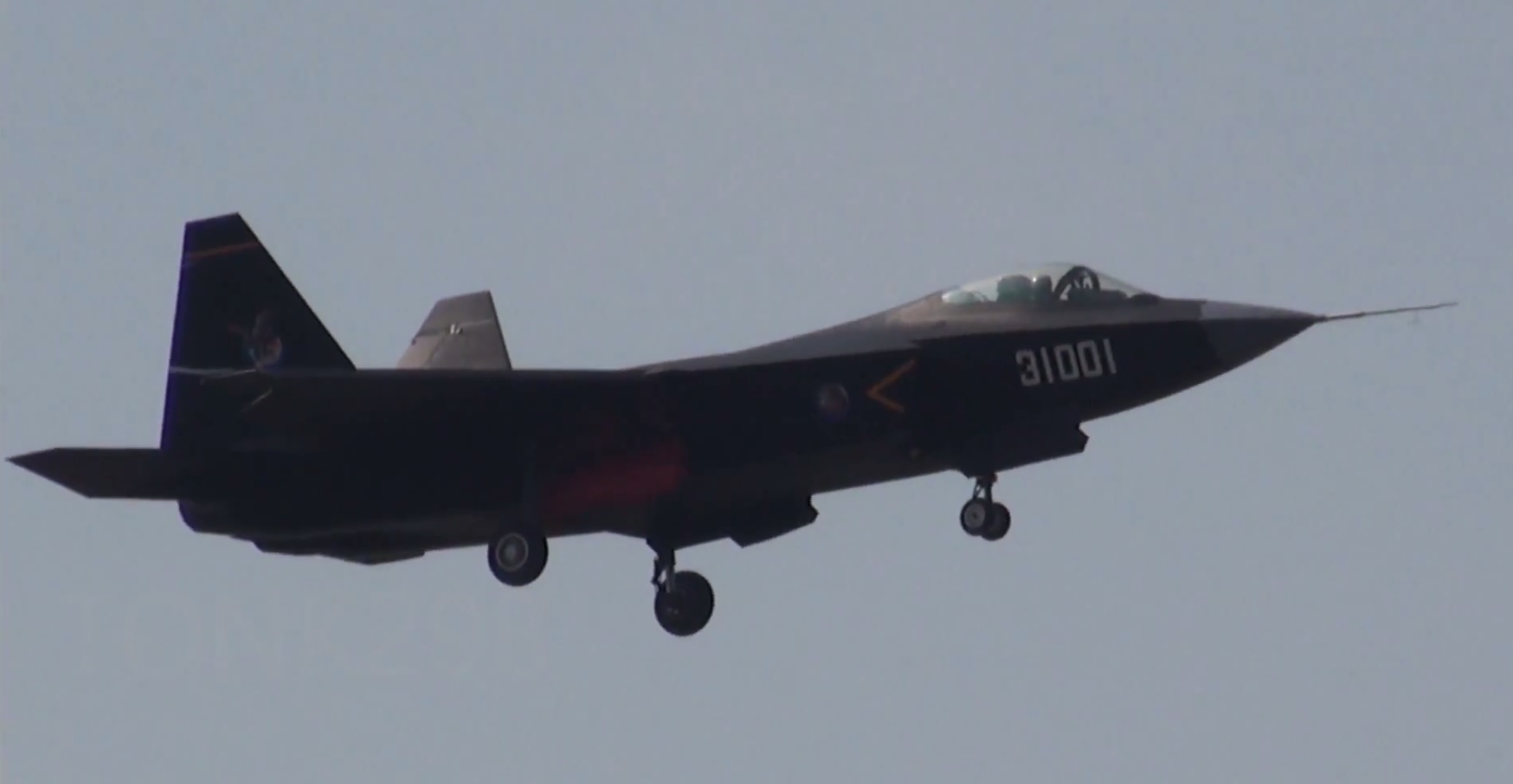
j-31

瀋陽飛機工業集団が独自開発した技術実証機J-31は機体規模に対して、当初から前脚にダブルタイヤを採用しており、艦載機としての採用を狙っているとされていた。後にメーカーの進める輸出機FC-31と海軍採用のJ-35へと分岐し、開発が続けられて空母上でのモックアップによるテスト段階まで進んでいる。
また、すでに空軍で運用されている成都飛機工業公司のJ-20を小型化して艦載化するとの報道もある。
- J-15A艦上戦闘機
  - J-15T艦上戦闘機
  - J-15DH艦上電子攻撃機
- J-35艦上戦闘機

（ J-20艦上戦闘機）

### 早期警戒機
早期警戒機としては、国産の早期警戒ヘリコプターZ-18Jを運用している。ロシアよりヘリックスDも輸入しているが、こちらは駆逐艦で運用されており、空母では使用していない。
固定翼型では、Y-7ベースにレドームを装備し、エンジンや尾翼を変更した試作機JZY-01を開発しており、これを元にKJ-600が開発されている。また、国産のY-9の早期警戒型KJ-500を艦載化して、国産空母に搭載する可能性が高いとも報じられている。
- Z-18J早期警戒ヘリコプター
- KJ-600早期警戒機

（KJ-500早期警戒機）

### 艦載ヘリコプター
ロシアよりKa-27PLの輸出型Ka-28を購入しているが、空母では運用していない。
- Z-18F対潜ヘリコプター
- Z-9C捜索救難・輸送ヘリコプター
- Z-8JH捜索救難・輸送ヘリコプター

### 訓練機
艦載運用できる訓練機として複座型のJ-15Sが開発され、ニートカを用いた空母パイロット養成が行われている。また、陸上でのスキージャンプやタッチアンドゴー訓練に限られるJL-9GとJL-10Hに代わり、カタパルト射出用に前脚を強化、アレスティング・フックを装備したJL-10Jを開発、福建でのモックアップによるテストが確認されている。
- J-15S艦上複座練習機
- JL-10J

### カタパルトの開発状況
中国は1990年代初めには蒸気式カタパルトと電磁式カタパルトシステムの開発作業を行っていることをいくつかの外国メディアが指摘している。オーストラリアの退役空母「メルボルン」をスクラップとして購入し、備え付けられていた蒸気カタパルトを回収・研究したとされる。また、ウクライナよりニトーカに建設中だったソ連製の蒸気式カタパルトの技術を習得しているとロシアは推測している。さらに、アメリカの大手防衛産業企業であるL-3 コミュニケーションズの子会社Power Paragonのエンジニアで中国系アメリカ人のチ・マクにより、電磁式カタパルトの技術を不正に入手したとされている。
2013年8月には興城の中国海軍艦載機基地の建設中の3番目の滑走路に2条のカタパルトらしき施設が衛星写真で確認されており、蒸気カタパルトではないかとカナダ軍事専門誌・漢和ディフェンスレビューは推測している。また、2014年1月には中国が電磁式カタパルトの試験機テスト設備を建造していると発表されている。
2015年9月上旬には黄村基地に電磁カタパルトと蒸気カタパルトと推測されるものの設置が開始された。また同年11月に開催された中国国際工業博覧会では中国工程院による電磁式カタパルトの模型が公開された。2016年6月20日に捕捉された画像によると、黄村基地の試験設備において大きな進展が見られたことを示されている。同年10月17日から撮影された写真には、2つのカタパルトの背後にJ-15（おそらくJ-15A）があったかつ後に中国のフォーラムにおいてカタパルト射出対応のJ-15が確認されたことなどから射出試験が行われたことが示唆されている。
空母への実装は2015年から建造開始した福建に3条の電磁カタパルトを装備。さらに076型強襲揚陸艦にも1条の電磁カタパルトが装備される。山東にも改装でアングルド・デッキに1条のカタパルトを装備するかもしれないとの情報もあるが詳細は不明。

### 中国の垂直離着陸機開発
中国においても、垂直離着陸機への要求は古くから存在しており、何度か導入が試みられている。
1968年に先制攻撃を受けて飛行場が壊滅する危険性が高いとの想定から、J-6をベースにエンジン排気で駆動する4基のTF-1揚力ファンを搭載した「四号任務」戦闘機を開発。風洞試験い、試作機を製造に入るが、支援者が失脚して1972年に開発中止となる。
1970年代に入るとイギリスで初の実用STOVL機ホーカー・シドレー ハリアーが開発されたことを受け、 これを100機導入を計画。それをベースにしての国産垂直離着陸機開発が検討されたが、導入に必要な費用が当時の中国人民解放軍の年間予算に匹敵したため頓挫した。
1991年のソビエト連邦の崩壊に乗じて、Yak-38、Yak-141の実機入手を試みるも失敗。ただし、2000年代に入ってからYak-141の技術を入手したともされる。
2010年代頃から、強襲揚陸艦や軽空母での運用を視野に入れたステルスVTOL戦闘機J-18が開発されているといった噂はあるが、公式に発表された機体は今のところ存在しない。

## 関連情報
空母建造に関連する施設等を記載する。

### 企業
中国船舶集団
大連造船所を傘下に持つ中国船舶重工集団（CSIC）と、江南造船所を傘下に持つ中国船舶工業集団（CSSC）の中国2大造船会社が、2019年に統合して出来た新会社。造船量の世界シェアが2位となった。
大連船舶重工集団
大連にある中国船舶重工集団（CSIC）の子会社。ウクライナから購入した航空巡洋艦「ヴァリャーグ」を調査・解析。調査後に建造を再開し、空母「遼寧」として就役させる。以後は空母建造に関わらない予定であったが、計画変更により国産空母「山東」を建造する。
江南造船
上海市長興島にある中国船舶工業集団（CSSC）の子会社。003型空母を試験中。空母建造に当たり、乾ドックのほかに湿地を浚渫して「陸上建造」の船台を増設。現代船はブロック工法で建造されるが、山東のように下から順にブロックを積み上げる方式と異なり、クイーン・エリザベス級のようにある程度組み上げた輪切り状の船体（スーパーブロック）を接合する方式を建造に用いている。
滬東中華造船
上海市内に立地する中国船舶工業集団公司（CSSC）の子会社。古くから揚陸艦の建造を手掛けており、強襲揚陸艦の建造を担当。江南造船のある長興島に移転し、カタパルト搭載揚陸艦の076型を建造中である。
瀋陽飛機工業集団
中国航空工業集団（AVIC）の子会社。遼寧省瀋陽に航空機生産工場を持つ。Su-27系列の製造・開発をしており、J-15戦闘機及びその派生機を量産している。また、独自開発の概念実証機J-31をもとにJ-15の後継となるJ-35の開発中。

### 施設

#### 軍港
青島軍港
山東省青島市に位置する軍港。遼寧の母港となっている。2009年に建設が始められ、4年がかりで新設された。 空母用大型埠頭のほか、艦隊を編成する護衛艦・補給艦の停泊設備や多数の軍人を受け入れるだけのインフラが整備されている。2017年には、2個目の大型埠頭の建設が始まった。
三亜軍港
海南省三亜市に位置する軍港。建設は2012年から始まり、2015年完成した。青島軍港と同様の設備が備えられ、南海に展開する際の拠点になっている。また。山東の就役式はここで行われた。大連や上海と異なり、海南島付近には大型船舶を整備できる企業がないことから、基地内に空母と駆逐艦用の大型乾ドックの建設が進めらており、2022年10月には稼働が確認されている。
浦東基地
上海市にある海軍陸戦隊の軍港。江南造船所とは長江を挟んで対岸に位置する。強襲揚陸艦の建造に合わせて拡張工事が行われ、大型埠頭やインフラが整備されて母港となっている。

#### 飛行場
興城基地
遼寧省葫芦島市に位置する基地。海軍機関直轄第1航空母艦航空連隊が所属しており、空母の訓練施設が備えられている。
ウクライナを通して、旧ソ連時代に建設された空母艦載機訓練施設「ニートカ」（Научно-Испытательный Тренажер Корабельной Авиации：艦上航空隊科学試験トレーナー）の情報を入手して建設されており、アレスティング・ギアとスキージャンプを2組づつ備えている。この手の施設としてはロシア所有のクリミア半島のサキ飛行場、アゾフ海湾岸のエイスク飛行場に続いで、世界で3番目。後にインドもロシアの協力の元で同様の施設をゴア州のハンザ海軍航空基地（ゴア国際空港併設）に建設している。
アレスティング・ギアは当初、北側のものが3本、南側のものが4本だったが、後にどちらも4本となっている。2013年に新たに建設された3番目の滑走路には、蒸気式と電磁式のカタパルト（山側が蒸気、海側が電磁）が設置されている。
隣接する海軍航空大学の飛行場では、CJ-6を用いた空母着艦の初等訓練も行われている。
陵水基地
海南省陵水リー族自治県に位置する基地。南シナ海における空母航空隊の拠点及び訓練施設となっている。ただし、興城基地の様に本格的なニートカは設置されておらず、2022年時点ではタッチアンドゴー訓練のために滑走路に施された空母着陸帯を模した塗装や高温多湿に対応したJ-15用格納庫等の限定的な設備にとどまっている。
加来镇基地
海南省臨高県にある基地。2024年に陵水基地同様に滑走路に着艦訓練のための空母着陸帯が塗装され、格納庫の増築が進んでいる。
永興島基地
西沙諸島ウッディー島にある基地。2024年に滑走路に着艦訓練用の空母着陸帯が塗装された。
上海大場基地
上海市宝山区にある基地。J-15の駐機が確認されている。
上海崇明訓練基地
上海市崇明島にある小規模な訓練基地。艦載機基地になると推測されていたが、上海で建造された福建の試験開始以降の2025年でも改築などの動きはない。

#### 試験場
フルスケール空母シミュレーション・プラットフォーム
湖北省武漢市に建設されたコンクリート製の実物大の空母モックアップ。
飛行甲板にはJ-15やヘリ、固定翼早期警戒機のモックアップが配置されており、隣には055型駆逐艦のモックアップも存在する。2009年に確認され、レーダー反射や搭載機器のテスト、スタッフの訓練のための施設とされている。
当初はヴァリャーグに沿った形状で、スキージャンプを備え、アイランドも同形状であった。後に福建建造の試験として、スキージャンプを撤去してフラットデッキ化、アイランド形状変更がされた。2024年にアイランド部分を完全に撤去。右舷側の飛行甲板が増築拡大され、艦尾近くに新たなアイランドが新築された。
西安飛機工業公司
陝西省西安市閻良区を拠点とする航空機メーカー。艦上機のテストが行われており、工場に隣接する滑走路にはスキージャンプが設置されている。近年でKJ-600の開発も担当している。
カタパルト試験場
上海市閔行区の黄浦江川沿いに建てられたカタパルトの試験施設。
カタパルトの軌道と実験装置からなり、施設全体で150メートル、カタパルトのレールは約80メートルほど。2008年から建設が始まり、2013年頃には2本のカタパルトの軌条が完成した。

### 船舶

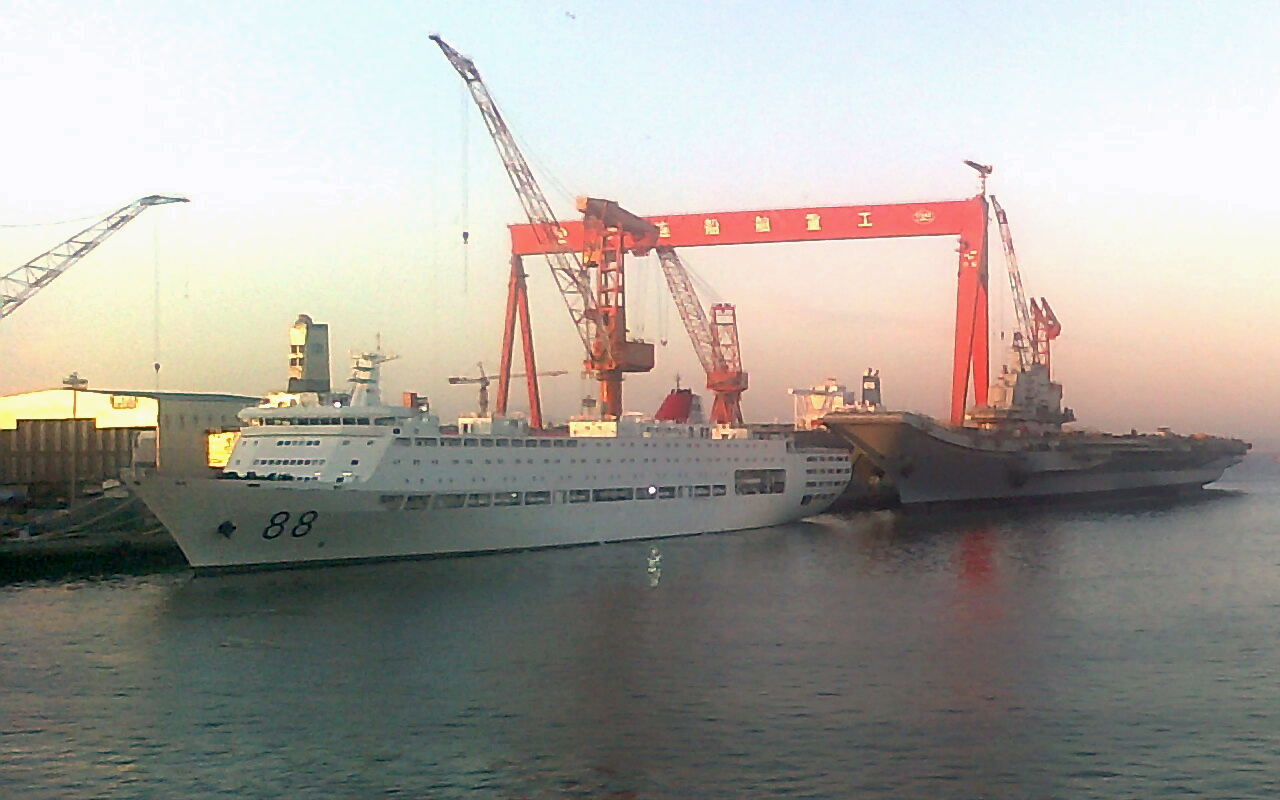
空母手前の艦が徐霞客級

徐霞客級総合保障艦
2011年に就役した空母の洋上訓練を支援する訓練支援船。艦番88と89の2隻が存在。本艦で休息や座学・シミュレータでの訓練を行い、空母での実際の訓練とローテーションすることで帰港することなく2組の空母乗員の訓練が可能となり、訓練が効率化される。また、空母が整備に入る際は付近に停泊し、乗員の居住区となる。
901型補給艦
2017年に就役した高速補給艦。2隻が就役しており、2隻が建造中である。2万トンクラスで航行速度は20ノットと艦隊行動の足かせとなっていた903型補給艦に代わり、4万5,000トンに拡大しながらも航行速度は25ノットに大幅向上している。
サン・パウロ
ブラジル海軍が過去に運用していた航空母艦。ブラジル海軍は中国の空母導入に協力しており、空母乗員を教官として中国に招いて、運用法を教授。現役だったサン・パウロに乗艦しての空母甲板員や艦橋でスタッフ育成を行った。これらの経験により、中国は遼寧就役の2ヶ月後には艦載機の発着艦に成功した。
退役後に海没処分となり、現存はしない。

### 陸上訓練機
JL-9G
貴州飛機工業公司が開発した空母パイロット訓練用ジェット練習機。試作段階ではアレスティング・フック装備が試みられ、実機が制作されたが設置するエンジンベイの強度が不十分であり、構造強化を行うと重量増加して他の訓練に支障を出すことが判明したため、量産機では装備されなかった。
JL-10H
空母訓練用ジェット機。JL-9G同様にアレスティング・フックを装備していないため、空母への着艦等のアレスティング・ギアを使用した訓練はできない。
CJ-6
中国の初等訓練用プロペラ機。空母パイロット訓練専用ではないが、興城基地に隣接する葫芦島市の訓練基地では効率的育成のため、初等訓練の段階から仮設のミートボールを使用した着艦訓練が行われている。

## 空母艦隊
空母が作戦行動を行う際は、駆逐艦や巡洋艦、潜水艦などで構成される空母艦隊が必要となる。
中国もアメリカ海軍の空母打撃群に対抗し、2030年頃までに空母4隻からなる艦隊を持つ構想があるとされる。
空母の建造と並行し、各艦艇も量産されると見られる。米誌『ナショナル・インタレスト』は、中国海軍は2030年に空母4隻、潜水艦99隻、駆逐艦・護衛艦（コルベット）102隻、フリゲート26隻、揚陸艦73隻、ミサイル艇111隻、合計415隻を保有し、艦艇数では世界一になると予想した。

### 艦隊編成
2016年12月に初めて防衛省が東シナ海にて確認した遼寧を中心と空母機動部隊の編成は以下であった。
- クズネツォフ級空母：1隻
- ルーヤンII級ミサイル駆逐艦：2隻
- ルーヤンIII級ミサイル駆逐艦：1隻
- ジャンカイII級フリゲート：2隻
- ジャンダオ級小型フリゲート：1隻
- フーチー級補給艦：1隻

（艦級は防衛省発表のまま記載）
計8隻。ただし、翌25日には小型フリゲートと補給艦1隻が艦隊を離れ、6隻で南シナ海へ向けて南東進したなお、公式発表はされていないが、潜水艦も1〜2隻同行したと見られる。
艦艇の更新も進んでおり、2024年に確認された最新の編成は以下のようになっている。
- クズネツォフ級空母：1隻
- レンハイ級ミサイル駆逐艦：1隻
- ルーヤンIII級ミサイル駆逐艦：3隻
- フユ級高速戦闘支援艦：1隻

### 中国の空母打撃群構想

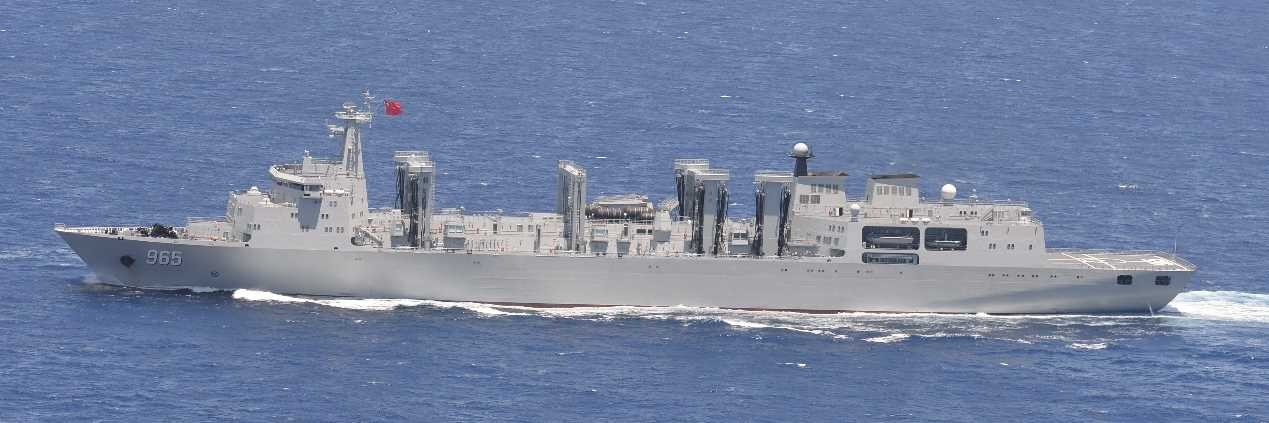
901型補給艦

中国が2030年までに4隻の空母打撃群を運用する計画があることを、中国軍事筋の話として産経ニュースが報じた。また、4隻のうち2隻は原子力空母の実用化を目指すとしている。なお、中国が保有した初の空母「遼寧」は練習艦として位置付けられており、上記の空母4隻構想には含まれていない。
2017年9月1日、大型の901型補給艦が就役したと中国メディアが報じた。
1番艦の艦名は「呼倫湖」（艦番号965）で、4万トン級の大型総合補給艦であり、航行速度も約25ノットとされる。
中国はすでに903型補給艦を8隻を保有しているが、同型は2万トン級で速度も20ノット未満であり、「遼寧」の29ノットを下回る速力がネックとなっていた。
人民網は同補給艦が空母艦隊の作戦を支えると報じ、軍事コメンテーターの王強氏は「主に艦隊クラスの遠洋補給・支援任務を担当する」と述べた。

## 各国の反応
2011年、中国国防省が「遼寧」の建造を公式発表した。本項ではそれ以降の各国の反応について記す。（あいうえお順）

### アメリカ
2014年1月、アメリカ国防総省は「遼寧」視察を中国に要請し、同年4月チャック・ヘーゲル国防長官が、外国人としては初となる「遼寧」の乗艦・視察を行った。同行した米当局者は「この新戦力の空母について、透明性を高めようとしている（中国の）努力が感じられた」と述べた。

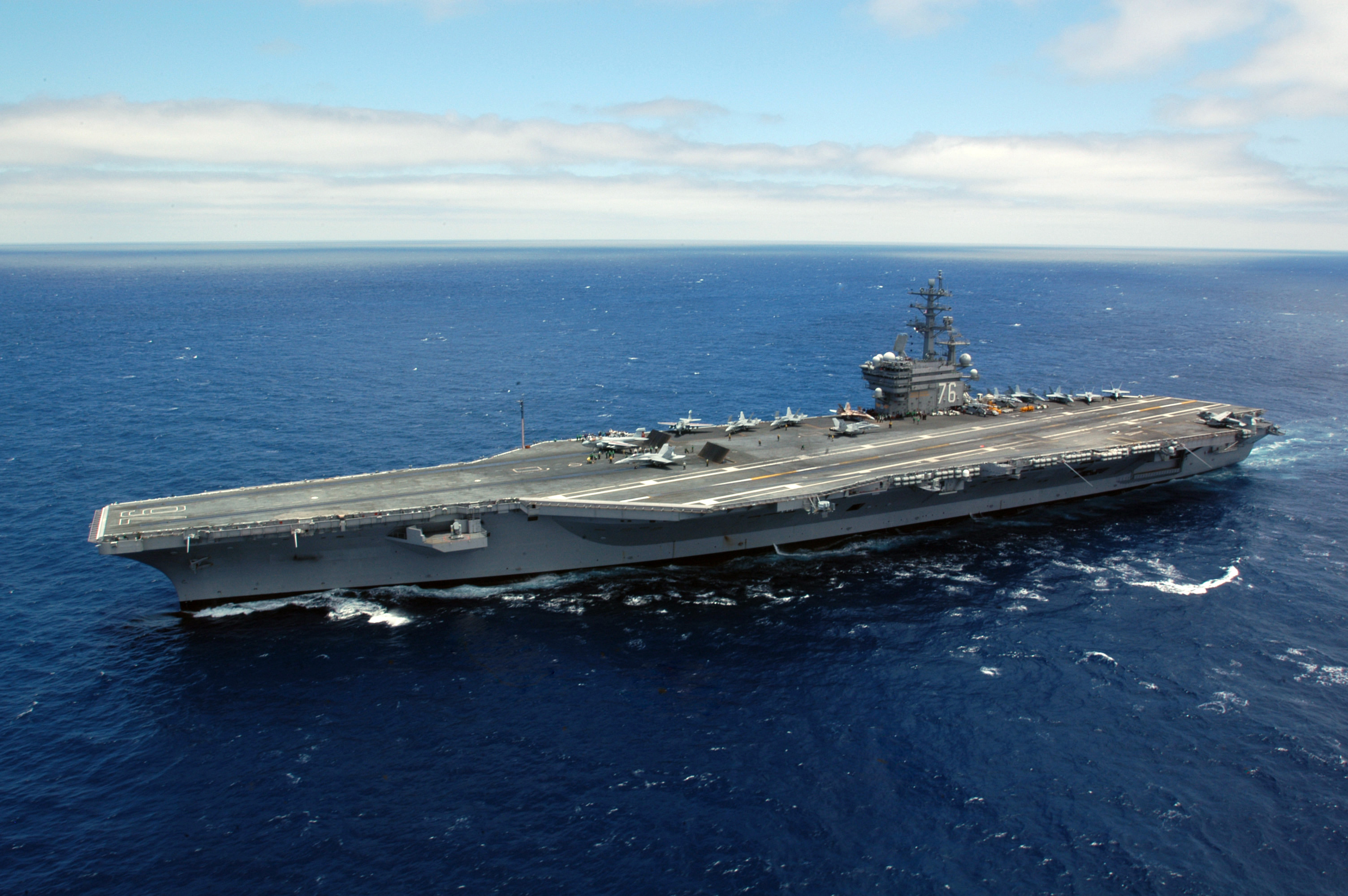
横須賀を母港とする米空母「ロナルド・レーガン」

2016年2月、横須賀に2隻目の空母を配備する必要性について、アメリカ連邦議会で議論されたことをJBpressが報じた。これによると、中国の国産空母の量産にあわせ、国外（横須賀）に母港がある第7艦隊所属の「前方展開空母」を1隻から2隻に増やすことが議論された。また1個空母打撃群が増える可能性もあり、母港は空母の整備能力などの実績から横須賀が有力視される一方、海軍軍人や軍属、その家族等の増員による許容範囲の観点などから、オーストラリア、フィリピン、グアムなども候補に挙がったとされる。
アメリカ海軍の元幹部、カール・シュスターハワイ・パシフィック大学教授は、中国が将来4隻の空母による艦隊構築を目指していると予想した上で、「中国には空母戦力の基盤となる経験豊富な海軍飛行士や空母乗員の部隊がない」と指摘。また「それを一から築き上げることは、ほとんどの人員を2年の徴兵に頼る部隊にとっては難しい」とし、中国の空母が脅威となるのはまだ先のことだ、との見解を示した。

### インド

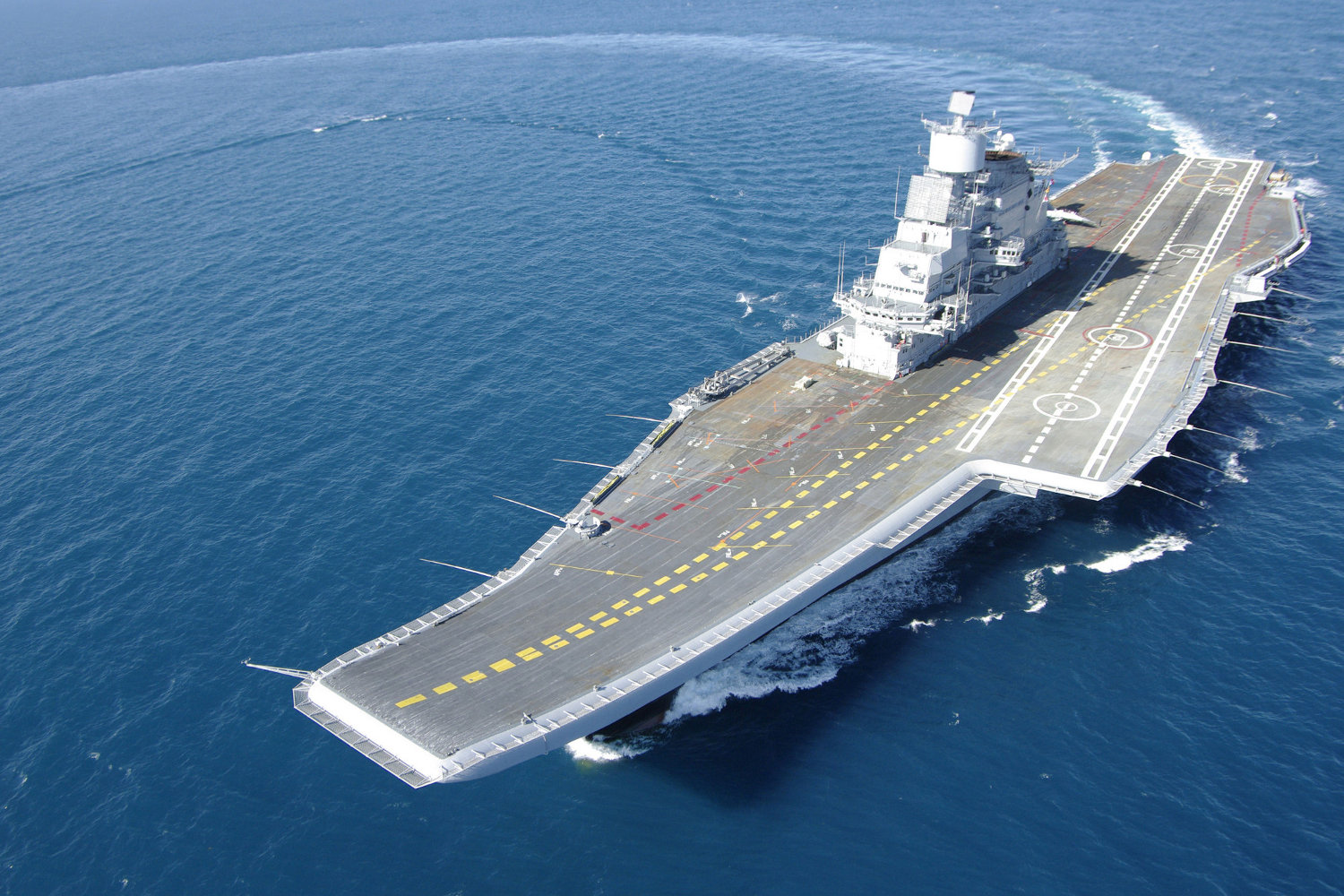
STOBAR空母「ヴィクラマーディティヤ」

インドは海洋進出を活発化する中国への牽制で、海軍力を大幅に増強予定で、空母は3隻体制を目指している。
2013年、初の国産空母となる「ヴィクラント」が進水。しかし、2019年末時点ではいまだ艤装中であり、代替予定だったイギリスより購入した老朽艦「ヴィラート」は2017年3月に退役した。また、ロシアから状態の良かったバクーを購入、セヴマシュでSTOBAR空母に改装したのち、2014年に「ヴィクラマーディティヤ」として就役させた。3隻目は、65,000トン級の国産空母「ヴィシャル」を建造予定としている。
2015年12月、アメリカのアシュトン・カーター国防長官は、インドのパリカル国防相と会談し、インドが進める航空母艦やジェットエンジンの開発に関し、技術協力を進める方針を発表、また「安全保障上のパートナーとしてインドが台頭することを歓迎する」と述べ、インドの国産空母の設計・建造に協力する考えを示した。

### 台湾
2011年、中国の空母建造、試験航行の公式発表を受け、台湾軍は超音速対艦ミサイル「雄風Ⅲ型」の大量配備を進めていることを、台湾紙「聯合報」が報じた。同紙は、中国の空母などの軍備増強に対抗し、「雄風III型」と大陸沿海を攻撃できる「雄風IIE型」の大量生産、およびキッド級ミサイル駆逐艦への「雄風III型」の配備を検討するよう馬英九政権が指示したことを、中国国民党の林郁方が述べたとしている。また林は、中国の空母に対して「依然として最も有力な武器は潜水艦」だとし、潜水艦保有の努力を続ける必要があるとした。
米華字サイト多維新聞は、林の話として、台湾では中国の空母所有に早い段階から対応を進めており、米国製ハープーン対艦ミサイルも2015年までに配備する予定であることを報じた。
台湾国産の高速コルベット「沱江」が2015年3月に就役した。排水量約500トンの小型艦だが、船体はステルス設計で、雄風II型と雄風III型対艦ミサイルを各8基搭載。高速で接近し敵艦に攻撃を与えることから、中国空母を意識した「空母キラー」の異名をもつとされる。台湾政府は同艦の量産を計画している。

### 中国
国民の「空母熱」は高く、広東省の南方日報系のニュースサイトが、「中国は空母を造る必要があるか」とアンケートを行ったところ、92％が「必要」と答えた。
中国国営の英字紙「グローバル・タイムズ」は、2016年12月に行われた遼寧艦隊の遠洋訓練に合わせ掲載した論説で、中国の空母艦隊が米国沖や米国が関心を持つ地域に進出すれば「米国が一方的に中国に圧力をかける状況は変化する」とし、中国は国産空母の建造を急ぐ必要があるとの見方を示した。

### 日本

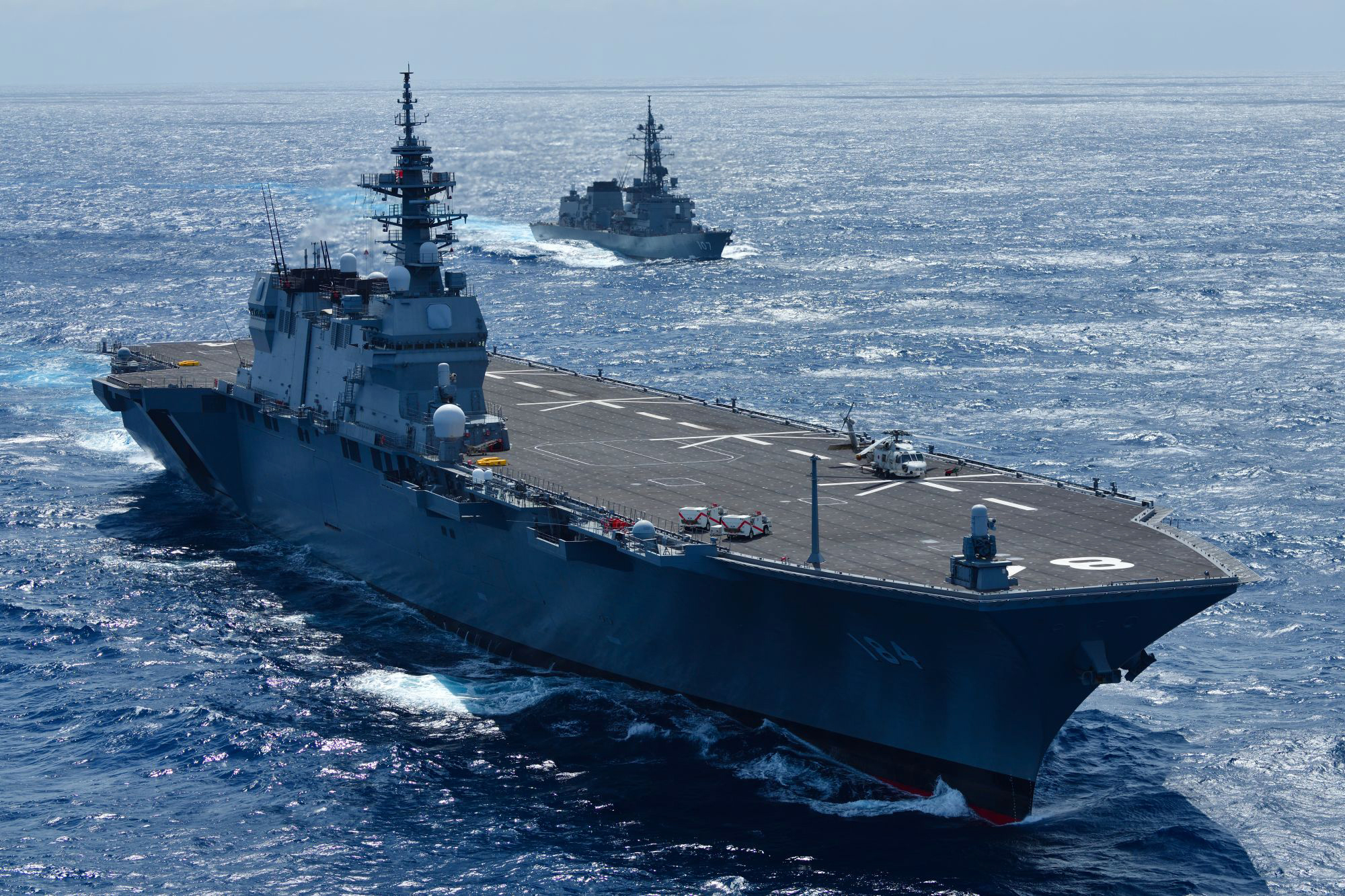
ヘリコプター搭載護衛艦「かが」

2011年8月21日に開催された、中国日報社と日本の「言論エヌピーオー」共催の「第7回 北京‐東京フォーラム」において、石破茂元防衛相は、空母をうまく運用できている国は世界で米国だけだとした上で、「空母を有効に運用するには空母1隻に対して3隻の軍艦、そして空母を守るために更に多くの艦船が必要になる。こうした艦隊を組むのは容易なことではない。また、実戦経験の積み重ねも必要」と発言した。また、防衛大学校教授の山口昇は、「中国の空母発展が日本の安全と利益に脅威を与えるとは思わない」「一国家の海軍が空母を持つのは正常なことだ。空母だけで大騒ぎすべきではない」と発言している。
2017年12月、北朝鮮の脅威や、中国が活動を強める南西諸島周辺の防衛力強化のため、海上自衛隊のいずも型護衛艦にアメリカ海兵隊のステルス艦上戦闘機F-35Bを搭載し、空母化を検討していることが報じられた。

### ベトナム
ベトナムは中国の空母や、南沙諸島の領有権問題に対抗し、ロシア製のキロ型潜水艦を6隻購入を計画し、2010年にロシアと契約を交わした。当初2013年までにすべて引き渡される予定であったが遅延が生じ、2016年には5隻が就役し、6隻目は2017年に就役した。
2011年、ベトナムとインドが連携して中国の空母を牽制する可能性について報じられた。中国英字紙チャイナデイリーは、ベトナムのグエン・ヴァン・ヒエン海軍司令官がインドを訪問し、インド海軍軍艦によるニャチャンへの駐留を要請し、インドも積極的な態度を示したと報じた。
しかし、2016年には、ベトナム外務省が「第3国に対抗するため誰かと結託する意向はない」とし、外国政府がベトナム領内に軍事基地を建設することは許さない、との公式見解を示した。その一方で、ベトナムはカムラン湾を世界の船舶、軍艦が寄航できる基地を目指しており、事実2016年にはカムラン湾に、アメリカ海軍、海上自衛隊、中国人民解放軍海軍の軍艦が寄航している。

## 関連作品
中国人民解放軍海軍の架空の空母を描いたフィクション作品。

### 漫画・アニメ
『空母いぶき』 かわぐちかいじ
広東級航空母艦「広東」が登場。
尖閣諸島・先島諸島海域において「いぶき」ら第5護衛隊群と海空戦を繰り広げるが、最終決戦時に単機突入したF-35JBによる機銃掃射でアレスティング・ワイヤーなどを破壊され空母としての機能を喪失した。

### 小説
『空母三国志―日中激突2013』 吉田親司
中越戦争に勝利してトンキン湾を掌握しフランスと密接な関係を築いた中国が、PA2の原子力型として戦略空母「赤壁」を建造。
『超日中大戦 空母戦闘群激突』 田中光二
「ヴァリャーグ」の改良型として「定遠」「鎮遠」「靖遠」「経遠」を建造。
極東の覇権を握るため台湾・沖縄侵攻の主力となるが、「靖遠」「経遠」はアメリカ海軍のトマホーク巡航ミサイルで大破し、「定遠」「鎮遠」は海上自衛隊空母戦闘群のF/A-18からの航空攻撃で大破後に潜水艦の雷撃で撃沈する。
『日中世界大戦』 森詠
STOBAR型空母「紅龍」「碧龍」「青龍」「朱雀」が登場。
海上自衛隊空母「しなの」（「シャルル・ド・ゴール」のガスタービン型）と「あかぎ」（元「プリンス・オブ・ウェールズ」）ら空母連合艦隊と南シナ海で決戦に及ぶも航空戦力を壊滅させられ、海上・空からの対艦ミサイル集中攻撃で4隻共撃沈する。